# フィリップ・ペッシュナー
フィリップ・ペッシュナー（Philipp Petzschner, 1984年3月24日 - ）は、ドイツ・バイロイト出身の男子プロテニス選手。これまでにATPツアーでシングルス1勝、ダブルス6勝を挙げている。右利き、バックハンド・ストロークは両手打ち。自己最高ランキングはシングルス35位、ダブルス9位。ペシュナーやペッツシュナーの表記揺れも見られる。
2010年ウィンブルドン選手権男子ダブルスと2011年全米オープン男子ダブルスで、ユルゲン・メルツァーとペアを組んで優勝。

## 来歴
ペッシュナーは4歳でテニスを始め、2001年にプロに転向。しばらくは下部ツアーを転戦した。4大大会では2006年全仏オープン男子ダブルスでデビュー。シングルスでは2007年全米オープンで予選を勝ち上がり初出場を果たした。男子テニス国別対抗戦デビスカップドイツ代表にも選ばれ、2007年9月のドイツとの準決勝に出場した。アレクサンダー・ワスケと組んだダブルスではドミトリー・トゥルスノフ/
ミハイル・ユージニー組に6-3, 3-6, 7-6(4), 7-6(5)で勝利したが、第4試合のシングルスではユージニーに4-6, 4-6, 6-3, 3-6で敗れ、チームも2勝3敗で敗退した。
2008年10月のエルステ・バンク・オープンではペッシュナーはシングルス予選から勝ち上がり単複で初めて決勝に進出した。シングルスの決勝ではガエル・モンフィスに6–4, 6–4で勝利しツアー初優勝を果たした。ダブルスでは敗れ単複優勝はならなかった。シングルスランキングでも125位から72位に大幅に上がり、初めてトップ100入りした。
2010年ウィンブルドン選手権男子シングルスでは3回戦で優勝したラファエル・ナダルに4-6, 6-4, 7-6, 2-6, 3-6で競り負けたが、ユルゲン・メルツァーと組んだダブルスでノーシードから決勝に進出し、ロベルト・リンドステット/ホリア・テカウ組に6–1, 7–5, 7–5のストレートで勝利し優勝した。
2011年のゲリー・ウェバー・オープンでは2度目のシングルス決勝に進出したが、フィリップ・コールシュライバーとの決勝戦を6–7(5), 0–2とリードされたところで棄権した。2011年全米オープン男子ダブルスではメルツァーと組んで4大大会2度目の決勝に進出。マリウシュ・フィルステンベルク/マルチン・マトコフスキ組に6–2, 6–2で快勝し2010年ウィンブルドン以来の4大大会優勝を果たした。ペッシュナーのダブルスでの5勝は全てメルツァーとのペアでのものである。
2012年のロンドン五輪にドイツ代表としてオリンピックに初出場した。シングルス2回戦でセルビアのヤンコ・ティプサレビッチに6-3, 3-6, 4-6で敗れた。クリストファー・カスと組んだダブルスは1回戦でロシアのミハイル・ユージニー/ニコライ・ダビデンコ組に5–7, 5–7で敗れた。

## ATPツアー決勝進出結果

### シングルス: 3回 (1勝2敗)
| 大会グレード                            |
| グランドスラム (0-0)                    |
| ATPワールドツアー・ファイナル (0-0)     |
| ATPワールドツアー・マスターズ1000 (0-0) |
| ATPワールドツアー・500シリーズ (1-0)    |
| ATPワールドツアー・250シリーズ (0–2)    |

| サーフェス別タイトル |
| ハード (1-0)         |
| クレー (0-0)         |
| 芝 (0-2)             |
| カーペット (0-0)     |

| 結果   | No. | 決勝日         | 大会               | サーフェス    | 対戦相手                       | スコア               |
| ------ | --- | -------------- | ------------------ | ------------- | ------------------------------ | -------------------- |
| 優勝   | 1.  | 2008年10月12日 | ウィーン           | ハード (室内) | ガエル・モンフィス             | 6–4, 6–4             |
| 準優勝 | 1.  | 2011年6月12日  | ハレ               | 芝            | フィリップ・コールシュライバー | 6–7(5), 0–2 途中棄権 |
| 準優勝 | 2.  | 2012年6月23日  | スヘルトーヘンボス | 芝            | ダビド・フェレール             | 3–6, 4–6             |

### ダブルス: 9回 (6勝3敗)
| 結果   | No. | 決勝日         | 大会               | サーフェス    | パートナー           | 対戦相手                                              | スコア              |
| ------ | --- | -------------- | ------------------ | ------------- | -------------------- | ----------------------------------------------------- | ------------------- |
| 準優勝 | 1.  | 2008年10月12日 | ウィーン           | ハード (室内) | アレクサンダー・ペヤ | マックス・ミルヌイ アンディ・ラム                     | 1–6, 5–7            |
| 優勝   | 1.  | 2010年2月7日   | ザグレブ           | ハード (室内) | ユルゲン・メルツァー | アルノー・クレマン オリビエ・ロクス                   | 3–6, 6–3, [10-8]    |
| 優勝   | 2.  | 2010年7月3日   | ウィンブルドン     | 芝            | ユルゲン・メルツァー | ロベルト・リンドステット ホリア・テカウ               | 6–1, 7–5, 7–5       |
| 準優勝 | 2.  | 2010年7月18日  | シュトゥットガルト | クレー        | クリストファー・カス | カルロス・ベルロク エドゥアルド・シュワンク           | 6–7(5), 6–7(6)      |
| 優勝   | 3.  | 2011年2月13日  | ロッテルダム       | ハード (室内) | ユルゲン・メルツァー | ミカエル・ロドラ ネナド・ジモニッチ                   | 6-4, 3-6, [10-5]    |
| 優勝   | 4.  | 2011年7月16日  | シュトゥットガルト | クレー        | ユルゲン・メルツァー | マルセル・グラノリェルス マルク・ロペス               | 6–3, 6–4            |
| 優勝   | 5.  | 2011年9月10日  | 全米オープン       | ハード        | ユルゲン・メルツァー | マリウシュ・フィルステンベルク マルチン・マトコフスキ | 6–2, 6–2            |
| 準優勝 | 3.  | 2012年1月8日   | ブリスベン         | ハード        | ユルゲン・メルツァー | マックス・ミルヌイ ダニエル・ネスター                 | 1–6, 2–6            |
| 優勝   | 6.  | 2014年10月19日 | ウィーン           | ハード (室内) | ユルゲン・メルツァー | アンドレ・ベーゲマン ユリアン・ノール                 | 7–6(6), 4–6, [10–7] |

## 4大大会ダブルス優勝
- ウィンブルドン 男子ダブルス：1勝（2010年）
- 全米オープン 男子ダブルス：1勝（2011年）

## 4大大会シングルス成績
略語の説明
| W | F | SF | QF | #R | RR | Q# | LQ | A | Z# | PO | G | S | B | NMS | P | NH |

W=優勝, F=準優勝, SF=ベスト4, QF=ベスト8, #R=#回戦敗退, RR=ラウンドロビン敗退, Q#=予選#回戦敗退, LQ=予選敗退, A=大会不参加, Z#=デビスカップ/BJKカップ地域ゾーン, PO=デビスカップ/BJKカッププレーオフ, G=オリンピック金メダル, S=オリンピック銀メダル, B=オリンピック銅メダル, NMS=マスターズシリーズから降格, P=開催延期, NH=開催なし.
| 大会           | 2007 | 2008 | 2009 | 2010 | 2011 | 2012 | 2013 | 2014 | 通算成績 |
| -------------- | ---- | ---- | ---- | ---- | ---- | ---- | ---- | ---- | -------- |
| 全豪オープン   | LQ   | LQ   | 1R   | 1R   | 1R   | 2R   | A    | A    | 1–4      |
| 全仏オープン   | A    | A    | 2R   | 1R   | 2R   | 1R   | 1R   | A    | 2–5      |
| ウィンブルドン | A    | 2R   | 3R   | 3R   | 1R   | 2R   | 1R   | A    | 6–6      |
| 全米オープン   | 2R   | LQ   | 2R   | 2R   | 2R   | 2R   | 1R   | LQ   | 5–6      |